# 学園天国 (曲)
「学園天国」（がくえんてんごく）は、1974年3月5日に発売されたフィンガー5の4枚目のシングル。

## 概要
累計売上は105万枚を記録。オリコン集計では55万枚近いセールス。オリコンシングルチャート最高位は第2位。
「個人授業」「恋のダイヤル6700」に続き、学校生活がテーマ。
リード・ヴォーカルの四男・晃による“アー・ユー・レディ?!”の掛け声にはじまり、“ヘーイヘイヘイ…”と続く掛け合いで盛り上げる。間奏では次男・光男のブルースハープ演奏、三男・正男のタップダンスも織り込まれ、フィンガー5のメンバーの様々な試みが披露されている。この曲の“ヘーイヘイヘイ…”の掛け声は、アメリカのGary U.S. Bondsのヒット曲「New Orleans」がオリジナルである。
1991年12月5日には、8cmCDで復刻された。
日本の高校野球では、興南高校（沖縄県代表）や明石商高校（兵庫県代表）などを筆頭に、応援歌としても定番の楽曲である。

### 収録曲

#### オリジナル版
FS-1785
1. 学園天国（2分34秒）
作詞：阿久悠／作曲・編曲：井上忠夫
2. フィンガー5のテーマ（2分30秒）
作詞：玉元光男／作曲：玉元一夫／編曲：三枝伸

ASIN B00FJVJ8KS

#### 8cmCD復刻版
PHDL-1002
1. 学園天国（2分39秒）
2. 恋のダイヤル6700（3分3秒）
3. 学園天国（カラオケ）（2分38秒）
4. 恋のダイヤル6700（カラオケ）（3分1秒）

EAN 4988011503962/ASIN B00005FH9K

### カバー
- 菅原祥子 - ドラマCD『ときめきメモリアル 虹色の青春 forever vol.1』（1998年1月21日）に収録。アルバム『Sati’s-faction』（1998年6月26日）に再録。
- 慎吾ママ（香取慎吾） - シングル「慎吾ママの学園天国 -校門篇-」（2001年8月22日）として（後述）。
- らいむ隊 - OVA『らいむいろ戦奇譚』エンディングテーマ。DVD初回特典CD（2004年4月23日）に収録。
- ワンダー☆5 - シングル（2006年4月26日）。テレビアニメ『ふしぎ星の☆ふたご姫 Gyu!』エンディングテーマ。メインキャラ役の声優によるカバー版も存在する（2006年11月8日）。
- 松原静香 - シングル「リンク」（2006年6月21日）に収録。
- TA☆RO組（TA☆ROガールズ） - シングル（2007年7月14日）。中京テレビショップ Chu!SHOP で販売。
- ディアネイラ（石川由依）、ユティ（小清水亜美） - ドラマCD『ヒロイック・エイジ SIDEWAY II』（2008年1月23日）に収録。
- 田中彬博 - アルバム『harukazeharmonics』（2008年4月20日）に収録。
- 並木瑠璃 - シングル（2008年10月1日）。『さんまのSUPERからくりTV』からデビュー。
- アンドリューW.K. - ホンダ・ライフ、ライフ パステル、ライフ DIVA（2008年11月6日発売）のCMソング。英語詞。2011年にはメダルゲーム『GRAND CROSS CHRONICLE』のプレミアムモード時のBGMとしても使用されている。『一発勝負〜カヴァーズ』（2008年11月26日）に収録。
- Friends - カバーアルバム『BEST FRIENDS』（2009年1月7日）に収録。
- FLOW - アルバム『#5』（2009年1月28日）のボーナス・トラック。
- 竜ヶ峰帝人（豊永利行） - テレビアニメ『デュラララ!!』DVD5巻完全生産限定版付属のカバーソングコレクションCD（2010年6月23日）に収録。
- ONE☆DRAFT － シングル「夜空」（2010年6月30日）に収録。グリコ・プリッツCMソング。
- MAX - カバーアルバム『BE MAX』（2010年9月8日）に収録。
- Dream5 - ミニアルバム『DAYS』（2011年5月4日）に収録。
- ミゲル - アルバム『しあわせソングス-初めましてミゲルです-』（2011年11月30日）に収録。
- 諸星きらり（松嵜麗） - アルバム『THE IDOLM@STER CINDERELLA MASTER Passion jewelries! 001』（2013年10月2日）に収録。アレンジは小泉今日子バージョン。
- きみと歩実 - シングル（2015年9月16日）。
- メンズ5 with T.M - シングル（2017年8月18日）テレビドラマ『ファイブ』エンディングテーマ。
- 近藤利樹 - シングル（2017年12月6日）に収録。
- オーイシマサヨシ - アルバム『仮歌II』（2019年6月26日）に収録。
- 高木さん with 2年2組［高木さん（高橋李依）、西片（梶裕貴）、木村（落合福嗣）、高尾（岡本信彦）、ミナ（小原好美）、ユカリ（M・A・O）、サナエ（小倉唯）］ - テレビアニメ「からかい上手の高木さん3」第6話エンディングテーマ。2022年7月13日発売のアルバム『「からかい上手の高木さん3&劇場版」Cover Song Collection』および、アルバム『からかい上手の高木さん3&劇場版 Memorial Box』に収録。
- THE SUPER FRUIT - ミニアルバム『THE SUPER FRUIT』（2022年4月6日）に収録。
- 錦木千束（安済知佳）、井ノ上たきな（若山詩音）、中原ミズキ（小清水亜美）、クルミ（久野美咲）、ミカ（さかき孝輔） - テレビアニメ『リコリス・リコイル』BD / DVD第5巻特典CD（2023年1月25日）に収録。
- アーリャ（上坂すみれ） - テレビアニメ「時々ボソッとロシア語でデレる隣のアーリャさん」第1話エンディングテーマ。

### その他
キャンディーズが引退を表明したコンサートのオープニングで、この曲のイントロの振りをして客席を盛り上げた。
2001年公開の日本映画『ウォーターボーイズ』の挿入歌にも採用された。『ウォーターボーイズ オリジナル・サウンドトラック』に収録されている。
2002年に閉園した横浜ドリームランドのアトラクション「ミュージックエキスプレス」の運行を担当していた男性従業員、通称「ヘイヘイおじさん」が、地味なアトラクションを盛り上げようとこの曲の一節「ヘーイヘイヘイ…」の掛け声で乗客を盛り上げていた。この演出は閉園まで続いた。

## 小泉今日子のシングル
小泉今日子の「学園天国」は、1989年11月1日にビクター音楽産業から28枚目のシングルとして発売された。
累計出荷枚数は50万枚。

### 背景
1988年12月にリリースされたカバー・アルバム『ナツメロ』に初めて収録されたが、当初はシングルとしてリリースされる予定はなかった。
小泉自身も出演したフジテレビ系月9ドラマ『愛しあってるかい!』の主題歌として使用された。
バックバンドは野村義男、元C-C-Bの渡辺英樹らから成る「三喜屋・野村モーター'S BAND」で、バンド名は小泉が名付けた。
レコード・コンパクトカセット・8センチCDでの小泉の歌い方は「あっ、あー」とやや間を置いて歌唱していたが、同曲を小泉が歌番組で披露する際には「ああー」と間を置かずに違った歌唱をしている。
レコード・コンパクトカセット・8センチCDがリリースされたが、レコードのリリースは本作が最後となった。
1991年11月21日に「常夏娘」とカップリングされた8cmCDもリリース。
2022年9月29日からテレビ朝日系列で放送されている『ニンチド調査ショー』のテーマに使用された。

### 収録曲
学園天国（レコード版）（SV-9447）
- SIDE A

1. 学園天国
作詞：阿久悠／作曲：井上忠夫／編曲：野村義男

- SIDE B

1. 月は何でも知ってるくせに 知らん顔して輝いている
作詞：小泉今日子／作曲：高島洋平／編曲：ホッピー神山

ASIN B071Z687WL
学園天国（CD版）（VDRS-10008）
1. 学園天国（3分14秒）
2. 月は何でも知ってるくせに 知らん顔して輝いている（5分31秒）
3. 学園天国（カラオケ）（3分13秒）
4. 月は何でも知ってるくせに 知らん顔して輝いている（カラオケ）（5分31秒）

ASIN B000UV108U
学園天国（CT版）（VST-10569）
- SIDE A

1. 学園天国
2. 月は何でも知ってるくせに 知らん顔して輝いている

- SIDE B

1. 学園天国（カラオケ）
2. 月は何でも知ってるくせに 知らん顔して輝いている（カラオケ）

学園天国／常夏娘　（VIDL-10190）
1. 学園天国（3分14秒）
2. 常夏娘（3分11秒）
3. 学園天国（カラオケ）（3分13秒）
4. 常夏娘（カラオケ）（3分11秒）

ASIN B00005GYHQ

## 慎吾ママ（香取慎吾）のシングル
「慎吾ママの学園天国 -校門篇-」（しんごママのがくえんてんごく こうもんへん）は、慎吾ママ（香取慎吾）の2枚目のシングルとして、2001年8月22日にビクターエンタテインメントから発売された。
- 商品番号：VICL-35323
- ASIN B00005NJWA

### 収録曲
- 全編曲：小西康陽

1. 慎吾ママの学園天国 -校門篇-
作詞：阿久悠／作曲：井上忠夫
2. 慎吾ママのおはロック音頭
作詞・作曲：小西康陽
1stシングルの音頭バージョン
3. 慎吾ママの学園天国 -校門篇-（カラオケ）
4. 慎吾ママのおはロック音頭（カラオケ）